# Balti (jezik)
Balti jezik (baltistani, bhotia iz baltistan, sbalti; ISO 639-3: bft), jedan od šeest zapadnotibetanskih jezika, šire tibetske skupine, kojim govori 270 000 ljudi u Pakistanu (1992) u distriktu Baltistan i 38 800 u Indiji (2001 popis) u državi Jammu i Kašmir.. 
Neki pripadnici etničke baltske grupe govore i jezicima shina [scl] ili urdu [urd]. Pisma arapsko i devanagari, baltsko nije dugo u upotrebi. Dijalekt: chorbat

## Vanjske poveznice
- Ethnologue (14th)
- Ethnologue (15th)